# Селия Марина
Селѝя Марѝна (на италиански: Sellia Marina) е градче и община в Южна Италия, провинция Катандзаро, регион Калабрия. Разположено е на 82 m надморска височина. Населението на общината е 7111 души (към 2012 г.).